# Intereslau
L'intereslau o intereslàvic (medžuslovjansky jezyk, меджусловјанскы језык) és una llengua artificial elaborada amb l'objectiu de facilitar la comunicació i la intercomprensibilitat entre els parlants de les diverses llengües eslaves. La gramàtica és basa en l'antic eslau eclesiàstic, però el vocabulari es deriva de les paraules més comunes de les llengües eslaves. Això proveeix un fàcil enteniment per a persones que usen algun tipus de llengua eslava. Els autors han asseverat que no pretenen que la seva proposta de llengua comuna substitueixi les llengües existents, sinó que ha de servir per facilitar-ne la relació i la comunicabilitat. Valoren que les llengües eslaves són prou properes perquè sense gaire esforç, puguin utilitzar aquesta nova llengua sense un aprenentatge llarg i difícil.
Està pensada perquè es pugui escriure tant en alfabet llatí com en alfabet ciríl·lic.

## Història
El desenvolupament de l'intereslau modern començà el 2006 sota el nom Slovianski per un equip de lingüistes de diversos països liderat per Jan van Steenbergen. Després el nom del projecte es va canviar a "Intereslau" el 2011. Amb posterioritat, el 2017, el projecte es va fusionar amb una altra proposta de llengua eslava comuna, el nou eslau (o nou eslavònic) del lingüista txec Vojtěch Merunka. En el mateix any el primer congrés internacional de la llengua intereslava tingué lloc a la localitat de Nové Město (República Txeca).
L'intereslau té un paper important en la pel·lícula txeca-eslovaca-ucraïnesa del 2019 Nabarvené ptáče (The Painted Bird), dirigida per Václav Marhoul.

## Característiques lingüístiques
En la llengua intereslava s'hi distingeixen tres gèneres gramaticals: masculí, femení i neutre. Dins del gènere masculí, s'estableix una distinció entre animat i no animat. Hi ha set casos gramaticals: nominatiu, genitiu, datiu, acusatiu, instrumental, locatiu i vocatiu. Com en la resta d'idiomes eslaus amb sistema de casos, els adjectius es declinen de forma lleugerament diferent dels substantius. Hi ha dos nombres gramaticals: singular i plural.

## Alfabets intereslaus
L'intereslau s'escriu utilitzant dos alfabets: llatí i ciríl·lic.
| A | B | C | Č | D | DŽ | E | Ě | F | G | H | I | J | K | L | LJ | M | N | NJ | O | P | R | S | Š | T | U | V | Y | Z | Ž |
| - | - | - | - | - | -- | - | - | - | - | - | - | - | - | - | -- | - | - | -- | - | - | - | - | - | - | - | - | - | - | - |

| А | Б | В | Г | Д | ДЖ | Е | Є | Ж | З | И | Ы | Ј | К | Л | Љ | М | Н | Њ | О | П | Р | С | Т | У | Ф | Х | Ц | Ч | Ш |
| - | - | - | - | - | -- | - | - | - | - | - | - | - | - | - | - | - | - | - | - | - | - | - | - | - | - | - | - | - | - |

## Text de mostra
El Pare Nostre:
Otče naš, ktory jesi v nebesah,
nehaj sveti se ime Tvoje,
nehaj prijde kraljevstvo Tvoje,
nehaj bude volja Tvoja, kako v nebu tako i na zemji.
Hlěb naš vsakodenny daj nam dnes,
i odpusti nam naše grěhy,
tako kako my odpuščajemo našim grěšnikam.
I ne vvedi nas v pokušenje, ale izbavi nas od zlogo.
Amin.